# Запобіжне середовище
Запобіжне середовище (рос. предохранительная среда, англ. safety mine environment; нім. verhütend Medium n) — інертне середовище, яке штучно створюється у привибійному просторі на шахтах, небезпечних за газом і пилом, для запобігання і локалізації можливого при вибухових роботах спалахування метану і пилу.
З.с. створюється:
- підтопленням вибою водою у вертикальних стовбурах;
- розпиленням води шляхом водорозпилювальних завіс;
- створенням пробки з повітряно-механічної піни на довжину 15 м, яка витісняє метано-повітряну суміш з вибою, охолоджує продукти детонації ВР, знижує запиленість шахтної атмосфери.